# Juan Carlos Mascheroni
Juan Carlos «Banana» Mascheroni (Santa Fe, 7 de diciembre de 1960-Avellaneda, 18 de mayo de 2019) fue un popular cantante argentino de cumbia santafesina. Fue el líder vocal y creador del grupo musical Los del Fuego.

## Carrera
Se inició profesionalmente con el grupo Los del Bohío de Juan Carlos Denis, conjunto matriz del estilo de la cumbia santafesina, grabando con ellos dos discos: uno en 1982 llamado Olvidar es perdonar; y el otro 1983 titulado Levántate y anda.

## Trayectoria con Los del Fuego
El 4 de mayo de 1984 creó uno de los principales grupos de cumbia santafesina con guitarra, Los del Fuego. Los fundadores del grupo fueron Juan Carlos Mascheroni (voz), Julio «Momocho» Peralta (guitarra y coros), Julio «Muerto» Peralta (bajo y coros) y Sergio «Pato» Torres (timbaleta). Los del Fuego grabaron su primer disco, Hay que luchar para seguir, en 1984. Al año siguiente, «Momocho» Peralta y el «Pato» Torres se apartaron de la banda y en su reemplazo llegaron los hermanos Sergio "Cabezón" Morro (guitarra y coros) y Leandro Morro (timbaleta), provenientes del grupo santafesino Los Lamas. Con el «Muerto» Peralta y los hermanos Morro grabaron cuatro discos entre los años 1985 y 1987: "Sobreviviendo", "¡Coraje, coraje!", "Razón de vivir" y "Bebe mi cantaro". La mayoría de las canciones provenÍan de la autoría Sergio Morro - Juan C. Mascheroni, salvo contados covers de la autoría del cantautor folclórico-social Víctor Heredia. La banda fundadora volvió a reunirse en 1988 para grabar el disco "Que no se rompa la noche". Al año siguiente, volvió a apartarse de la agrupación «Momocho» Peralta y regresó Sergio Morro, en el trabajo discográfico "Una sobredosis de amor". La banda grabó otros dos discos hasta su separación en 1993, cuando cada músico tomó su rumbo en diversas bandas mientras que Banana se ganó la vida como remisero local en la ciudad. En 1994, Banana decidió formar nuevamente la banda convocando a los hermanos Morro y a «Muerto» Peralta y grabaron un disco en homenaje a sus diez años de trayectoria, A 10 años, una pasión inexplicable.
Entre otros programas en los que se presentaron figura Pasión de Sábado con recitales en vivo y en Luna Park en el año 2012. La banda contó con más de veinticinco discos en su haber, incluyendo el último A 30 años de una pasión inexplicable... Sólo he nacido para amarte, editado en 2014, bajo el sello Magenta. 
Una de las principales características de este grupo fue el notable número de covers de otros artistas, y de otros estilos muy distintos, entre los que se destacan: Persiana americana y Cuando pase el temblor del grupo Soda Stereo; Sobreviviendo y Ojos de cielo de Víctor Heredia;Ese maldito momento de No Te Va Gustar; Sabes de Reik; Pupilas lejanas de Los Pericos; y Labios compartidos de Maná. También hicieron varias versiones de canciones internacionales traducidas al castellano, como: Un día sin ti (Spending My Time) del grupo sueco Roxette; ¿Qué es el amor? (What is love?) del cantante alemán Haddaway; Si quieres mi amor (Could You Be Loved) de Bob Marley, entre muchos otros. También realizó un sentido homenaje con Karina a Leo Mattioli (por su fallecimiento) el 13 de agosto de 2011 cantando a dúo el tema Llorarás más de 10 veces.
Mascheroni era simpatizante fanático de Club Atlético Unión de Santa Fe. Algunas de sus canciones llegaron a las tribunas de todo el fútbol latinoamericano, en particular "Jurabas tú".

## Acontecimientos
En 2016, el músico fue detenido cuando circulaba por la autopista Panamericana conduciendo una camioneta que había sido denunciada como robada. Además, en la guantera del vehículo encontraron una pistola 9 milímetros con la numeración limada y una caja de balas.
Siendo fumador desde los catorce años, Mascheroni ya había sufrido un infarto en 2017, luego de un fin de semana donde realizó varias presentaciones con su banda. «Voy a bajar varios cambios. Tengo que vivir sin sobresaltos», había prometido por entonces.

## Fallecimiento
En la madrugada del sábado 18 de mayo de 2019, mientras la banda brindaba un show privado en Avellaneda, su líder y cantante, Juan Carlos «Banana» Mascheroni sufrió un Infarto agudo al miocardio  y se desplomó en vivo mientras era grabado por sus fanáticos en pleno show. A pesar del esfuerzo de los médicos del Hospital Fiorito por reanimarlo el músico falleció en la madrugada del sábado. Tenía 58 Años. Posteriormente fue velado y enterrado en el cementerio de la ciudad de Santo Tomé 

## Discografía

### Álbumes oficiales
- Con Los del Bohio

1. Olvidar... Es perdonar (1982)
2. Levantate y anda (1983)

- Con Los del Fuego

1. Hay que luchar para seguir (1984)
2. Sobreviviendo (vol. 2) (1985)
3. Ahora... coraje (vol. 3) (1986)
4. Razón de vivir (vol. 4) (1986)
5. Bebe mi cántaro (1987)
6. Que no se rompa la noche (1988)
7. Una sobredosis de amor (1989)
8. Ardiendo (1990)
9. Un errante enamorado (1992)
10. A 10 años, una pasión inexplicable (1994)
11. Lágrimas del corazón (1996)
12. Sintiéndonos (1998)
13. Sobreviviendo (1999)
14. Ojos de cielo (2001)
15. Soy como soy... y te quiero (2002)
16. 20 Años no es nada, todavía estoy vivo (2004)
17. Eh... fantasmas! (2005)
18. Una muchacha y una guitarra (2006)
19. Vivo 2007 (2007)
20. 100 % pico y pala(2008)
21. 25 Años (2009)
22. Tributo a Juan Carlos Denis (2010)
23. Somos los mejores... (2011)
24. Le doy gracias a la vida (y a todos) (2012)
25. En vivo (2013)
26. A 30 años de una pasión inexplicable... (2014)
27. Por siempre (2019)

### Otros discos
- Cuando digas amor (Los del Bohio, 1983)
- Dueños del sol... (Los del Fuego, 1988)
- 2 En 1 <Sintiendonos / Sobreviviendo> (Los del Fuego, 2006)
- Lo mejor de lo mejor (Los del Fuego, 2007)
- Mujer y amiga <reedición de "Lágrimas del corazón"> (Los del Fuego, 2008)
- La historia vol. 1 (Los del Fuego, 2010)
- Lo mejor de lo mejor (Los del Fuego, 2011)
- La historia vol. 2 (Los del Fuego, 2012)
- Los más grandes éxitos (Los del Fuego, 2013)

### Participaciones
| Canción                                                         | Año  | Sello discográfico |
| --------------------------------------------------------------- | ---- | ------------------ |
| Simplemente / Cantando a la gilada junto a Grupo Cali           | 2006 | Colo Music         |
| Simplemente y Cantando a la gilada junto a Grupo Cali           | 2007 | Colo Music         |
| Simplemente y Cantando a la gilada junto a Grupo Cali (en vivo) | 2011 | Colo Music         |
| Nunca Sabras junto a Barrabox                                   | 2012 | Alex Producciones  |
| Cae el sol junto a Los Llamadores                               | 2014 | SFR                |
| Cielito junto a Chanchi y los Auténticos                        | 2013 | Colo Music         |
| El rock no quiero que muera junto a Identidad Santafesina       | 2014 | Rake Record        |